# جان خوسيه مارشان
جان خوسيه مارشان (بالفرنسية: Jean José Marchand)‏ هو ناقد سينمائي فرنسي، ولد في 14 أغسطس 1920 في الدائرة الحادية عشرة في باريس في فرنسا، وتوفي في 8 مارس 2011 في باريس في فرنسا.